# Драго Матулај
Драго Матулај (Босанска Градишка, 18. фебруар 1911 — Загреб, 14. фебруар 1996) био је југословенски репрезентативац у веслању учесник Летњих олимпијских игара 1936.. Најчешће је веслао у дубл скулу. Био је члан ВК Гусар из Загреба, данас ВК Трешњевка и ВК Галеб из Земуна.
На Европском првенсту у Берлину 1935. Драго Матулај са Видом Фашаићем испадају у предтакмичњу.
На Олимпијским играма 1936. у Берлину дубул скул је веслао у истом саставу. У квалификацијама били су четврти у другој групи и пласиарали се у полуфинале, где су опет били четврти у другој групи, што им није било довољно за финале. Завршили су као десети у укупном пласману.